# Проспект Бююкдере
Проспект Бююкдере (тур. Büyükdere Caddesi) — центральная улица, проходящая через районы Шишли (квартал Эсентепе), Бешикташ (квартал Левент) и Сарыер (квартал Маслак), в европейской части Стамбула, крупнейшего города Турции.
Он начинается у мечети Шишли и тянется в восточном направлении: частично под виадуком внутренней городской автомагистрали O-1, через Меджидиекёй, Эсентепе, достигает квартала Зинджирликую. Там Бююкдере соединяется с бульваром Барбарос и поворачивает на север, проходя через Левент, Санайи Махаллеси, Маслак и лес Фатих, заканчиваясь на склоне Хаджиосман на границе с районом Сарыер. Его общая длина составляет 14 километров. От Зинджирликую до Маслака проспект образует границу, отделяющую район Кягытхане с восточной стороны от Бешикташа — с западной. Проспект Бююкдере получил своё название от одноимённого квартала Сарыера, к которому он примыкает.
Линия 2 Стамбульского метрополитена тянется вдоль проспекта от Шишли до Хаджиосмана, девять её станций расположены в непосредственной близости от Бююкдере. Штаб-квартиры множества банков, бизнес-центры, торговые центры, роскошные отели и многочисленные небоскрёбы, построенных в последние годы, расположены вдоль проспекта Бююкдере, что делает его важным центром финансовой, деловой и социальной жизни Стамбула. 
К небоскрёбам, расположенным на проспекте Бююкдере, относятся Diamond of Istanbul, Istanbul Sapphire, İşbank Tower 1, Sabancı Center, Kanyon Towers, Finansbank Tower и многие другие. К известным торговым центрам на проспекте можно причислить Zorlu Center, Kanyon Shopping Mall, MetroCity AVM и Özdilek Park. 
К учебным заведениям, находящимся на улице, относятся Университет Халич, Профессиональное строительное училище (ISOV), Маслакский кампус Стамбульского технического университета, Университет Ишик и Профессиональный колледж Технического университета Йылдыз.
У Бююкдере расположены два крупных кладбища: итальянско-еврейское Меджидиекёй и Зинджирликую.
20 ноября 2003 год у здания штаб-квартиры HSBC Bank Turkey на проспекте Бююкдере был осуществлён взрыв заминированного автомобиля террористом-смертником, связанным с Аль-Каидой, что повлекло за собой ранения и гибель людей. Улица была закрыта для движения в течение 10 часов.

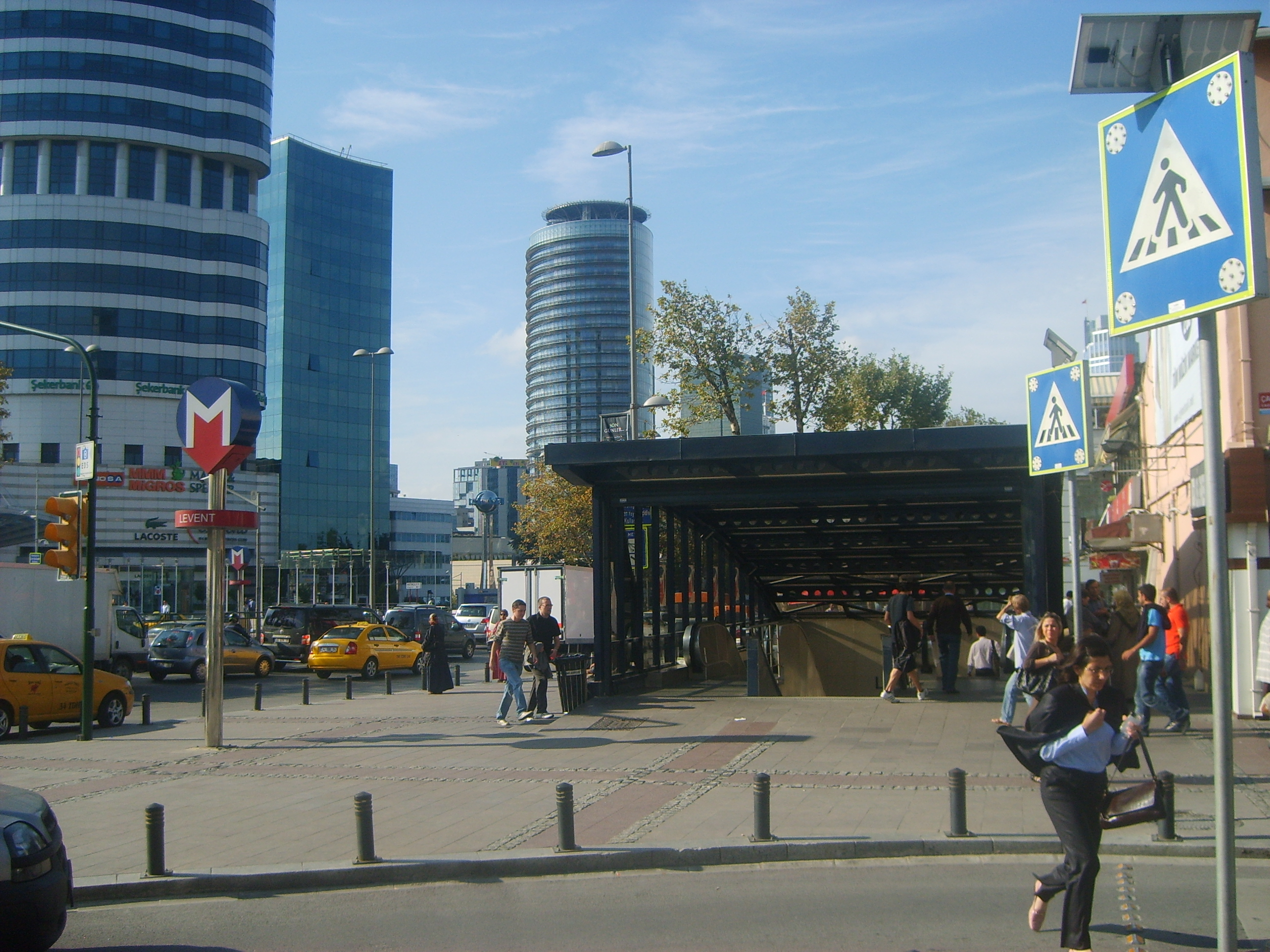
Станция Стамбульского метрополитена на проспекте Бююкдере
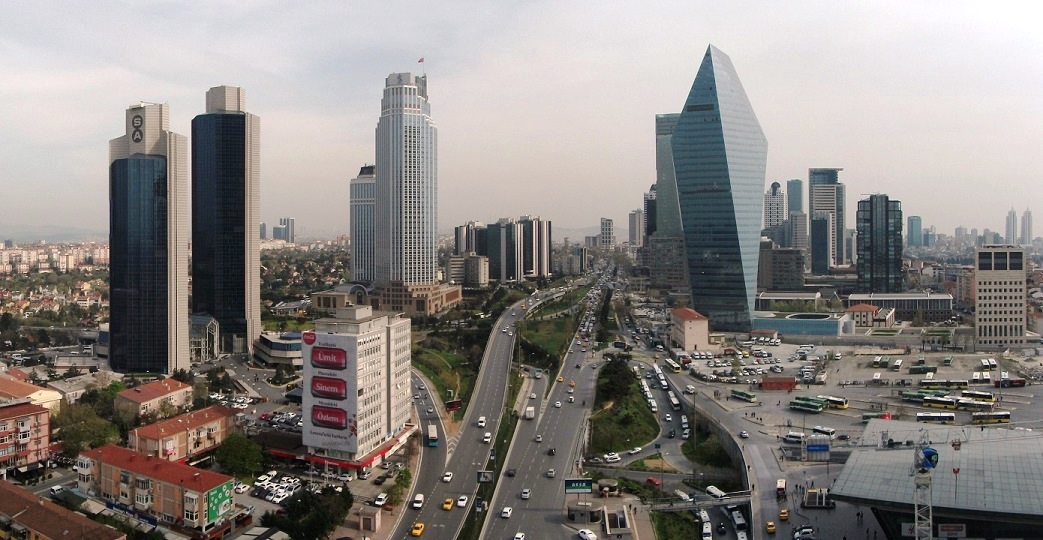
Вид на проспект Бююкдере в районе Левент
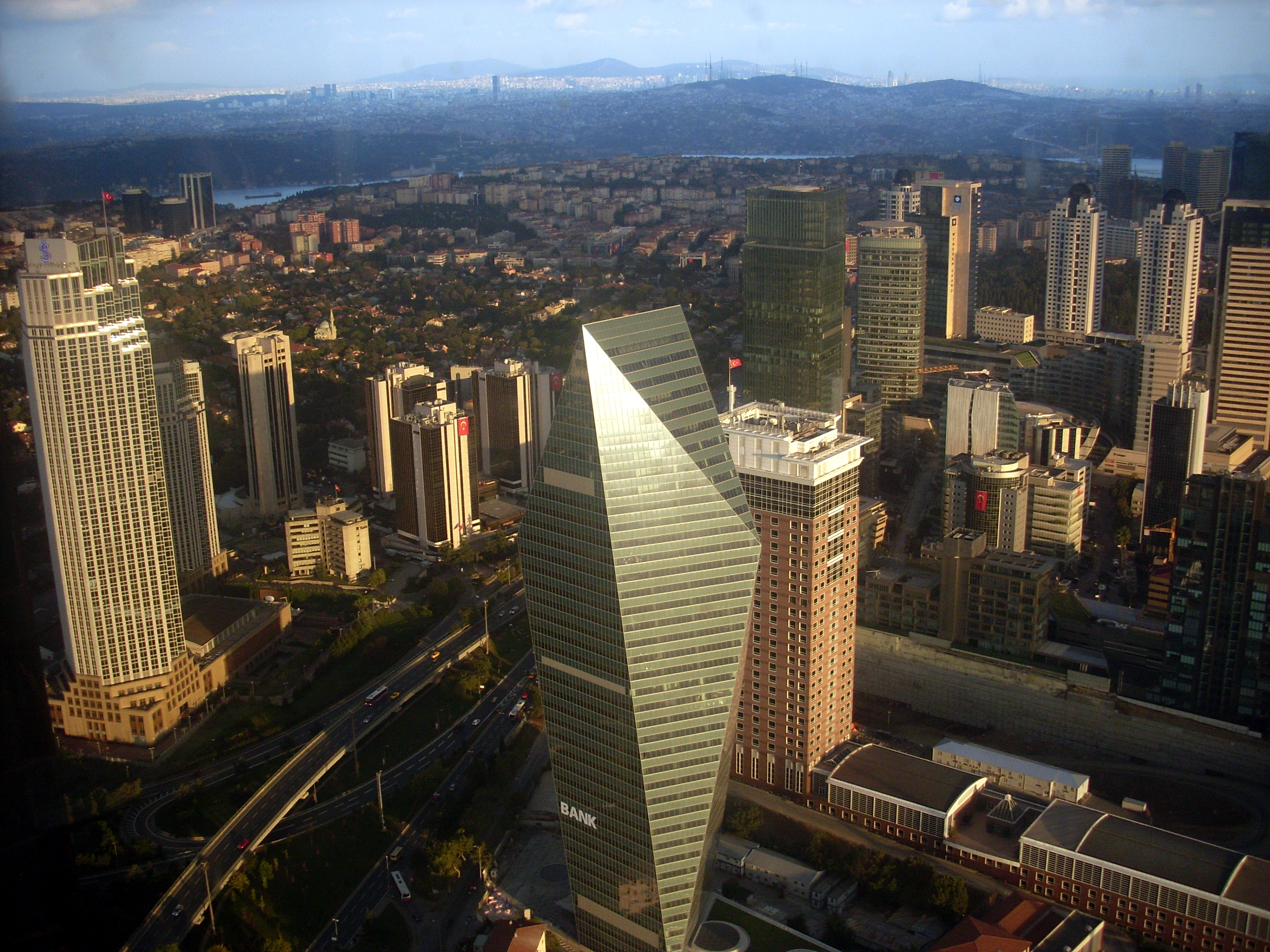
Вид на проспект Бююкдере в районе Левент
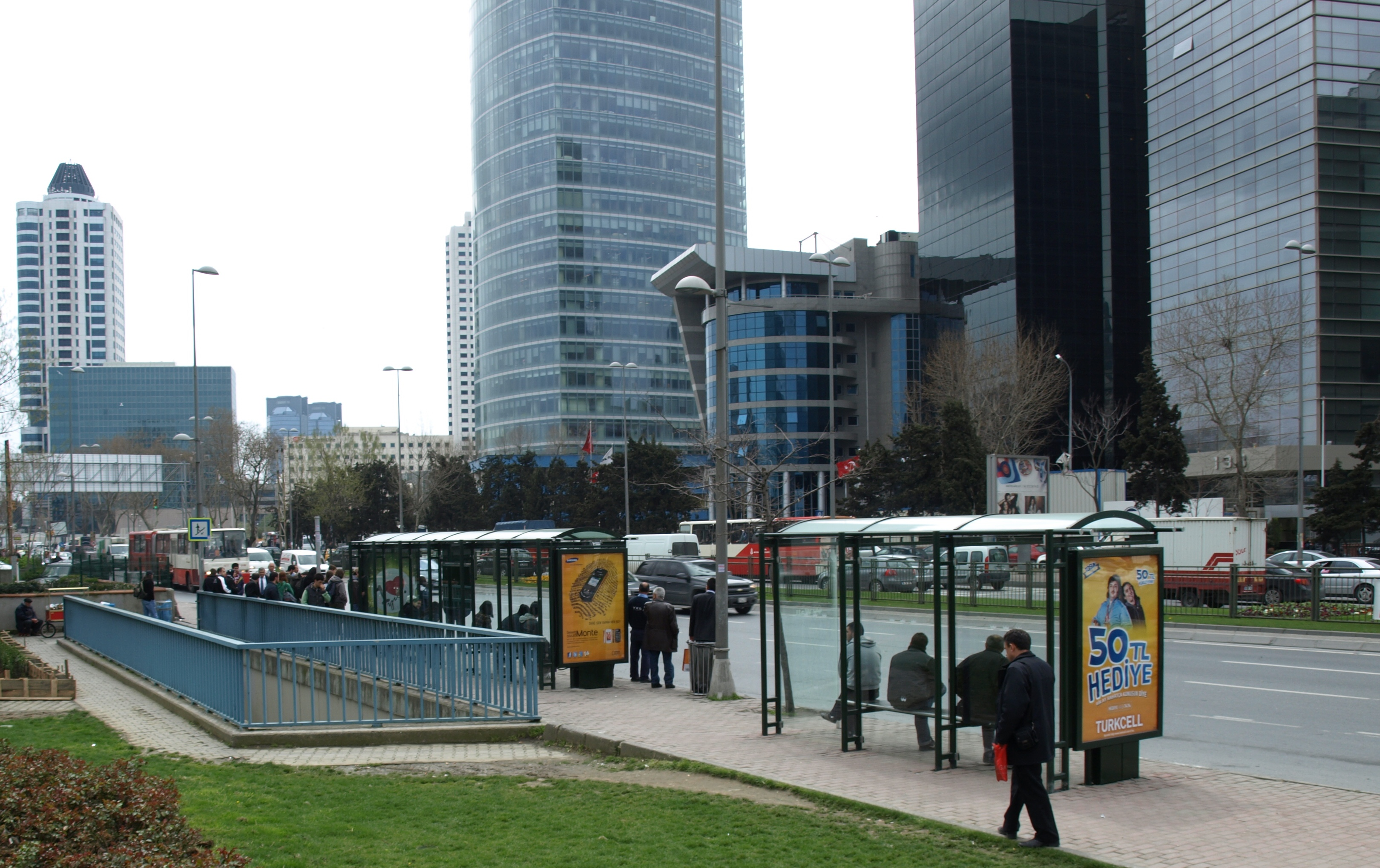
Вид на проспект Бююкдере в районе Левент